# South Hykeham
South Hykeham – wieś i civil parish w Anglii, w Lincolnshire, w dystrykcie North Kesteven. W 2011 roku civil parish liczyła 835 mieszkańców. South Hykeham jest wspomniana w Domesday Book (1086) jako Hicham.